# Copa Interamericana 1975
La Copa Interamericana 1975 est la 5e édition de la Copa Interamericana. Cet affrontement oppose le club argentin du CA Independiente, vainqueur de la Copa Libertadores 1975 à l'Atlético Español, club mexicain, vainqueur de la Coupe des champions de la CONCACAF 1975. 
Les rencontres ont lieu le 26 août 1976 et le 28 août 1976. Il est à signaler que les deux matchs ont lieu au Venezuela.
Les argentins du CA Independiente remportent cette cinquième édition (la troisième consécutive pour le club) 4 tirs au but à 2 après un score cumulé sur les deux matchs de 2-2.

## Contexte
Le CA Independiente a disposé en finale du Club de Deportes Unión Española (0-1, 3-1 puis 2-0 en match d'appui) pour remporter la Copa Libertadores 1975. C'est leur sixième victoire dans cette compétition et la quatrième consécutive. Le club argentin peut donc défendre leurs Copa Interamericana gagnées lors des éditions 1972 et 1974.
Pour sa part, l'Atlético Español a battu le SV Transvaal (3-0 puis 2-1) pour remporter la Coupe des champions de la CONCACAF 1975 alors que les deux matchs ont eu lieu au Suriname.

## Match aller
| 26 août 1976 | Atlético Español           | 2 – 2 | CA Independiente             | Estadio Olímpico, Caracas  |                            |
|              | Ramírez 44e · Borbolla 75e |       | 45e Bochini · 80e Villaverde | Arbitrage : Mario Fiorenza | Arbitrage : Mario Fiorenza |
|              | Rapport                    |       |                              | Arbitrage : Mario Fiorenza | Arbitrage : Mario Fiorenza |

| Atlético Español :                    |
| Riverán                               |
| Cortéz                                |
| Jorge Arturo Candia                   |
| Ignacio Ramírez (Fußballspieler) (de) |
| Jaime García                          |
| Martínez                              |
| Juan Manuel Rodríguez Vega (en)       |
| Benito Pardo (de)                     |
| Rivas                                 |
| Leonel Urbina (de)                    |
| Juan Manuel Borbolla (de)             |
| Entraîneur :                          |
| José Antonio Roca                     |

| CA Independiente :        |
| Ramón Quiroga             |
| Eleazar Soria             |
| Hugo Villaverde           |
| Enzo Trossero             |
| Ricardo Pavoni            |
| Alejandro Semenewicz (it) |
| Rubén Galván              |
| Ricardo Bochini           |
| Víctor Arroyo             |
| Daniel Astegiano (es) 7e  |
| Daniel Bertoni            |
| Remplaçants :             |
| Percy Rojas 7e            |
| Entraîneur :              |
| José Pastoriza            |

## Match retour
| 28 août 1976                                 | Atlético Español  | 0 – 0                             | CA Independiente | Estadio Olímpico, Caracas     |
|                                              |                   |                                   |                  | Arbitrage : Vicente Llobregat |
|                                              | Rapport           |                                   |                  |                               |
| Ramírez · Rodríguez Vega · Rivero · Borbolla | Tirs au but 2 - 4 | Pavoni · Bertoni · Soria · Arroyo |                  |                               |

| Atlético Español :                    |
| Moisés Camacho (de)                   |
| Jorge Arturo Candia                   |
| Juan Manuel Alvarez                   |
| Juan Manuel Rodríguez Vega (en)       |
| Ignacio Ramírez (Fußballspieler) (de) |
| Leonel Urbina (de)                    |
| Saul Lorenzo Rivero (en)              |
| Benito Pardo (de)                     |
| Raúl Isiordia                         |
| Oswaldo Ramírez                       |
| Juan Manuel Borbolla (de)             |
| Entraîneur :                          |
| José Antonio Roca                     |

| CA Independiente :        |
| Carlos Gay                |
| Eleazar Soria             |
| Hugo Villaverde           |
| Enzo Trossero             |
| Ricardo Pavoni            |
| Alejandro Semenewicz (it) |
| Rubén Galván              |
| Ricardo Bochini           |
| Víctor Arroyo             |
| Daniel Astegiano (es)     |
| Daniel Bertoni            |
| Entraîneur :              |
| José Pastoriza            |